# Мальтийский скудо
Мальти́йский ску́до (итал. scudo maltese) — до 1798 года монета и денежная единица Мальтийского ордена, использовавшаяся на острове Мальта и в других владениях Ордена.
Скудо = 12 тари = 240 грано. До 1777 года чеканились также монеты в пикколи (грано = 6 пикколи).

## История
Чеканка монет Ордена начата в 1318 году, вскоре после занятия Родоса. Первая известная монета — серебряный гроссо весом около 4 г. Примерно через 50 лет начата чеканка золотых цехинов. Первые монеты были подражаниями монетам других государств (Франции и Венеции).
После 1500 года монеты Ордена приобрели собственные отличительные признаки — изображение святого Иоанна Крестителя, герб Великого магистра. При Великом магистре Жане де ла Валетте (1557—1568) на монетах появился знак Ордена в виде восьмиконечного креста.
На протяжении столетий улучшалась техника изготовления монет, внешний облик орденских монет совершенствовался и после денежной реформы, проведенной гроссмейстером фра Антониу Маноэлем де Вильена (1722—1736) монеты обрели вид, соответствовавший европейским стандартам того времени.
После утраты острова Мальта в 1798 году орден прекратил производство своих монет. Монеты Ордена оставались в обращении на Мальте в период французской оккупации, а также после занятия острова британскими войсками. Наполеоновские войска провели изъятие серебра по всему острову для изготовления монет-слитков номиналами 15 и 30 тари. Банк Мальты выпускал банкноты двух выпусков номиналом от 5 до 1000 скудо, на банкнотах одного выпуска указана дата «1812», другого выпуска — дата не указана.

## Вывод из обращения
В 1825 году, при введении на острове английской денежной системы, фунт стерлингов был приравнен к 12 скудо. В ноябре 1827 года британские медные монеты объявлены единственным законным платёжным средством, медные монеты Ордена изымались из обращения. Использование орденской денежной системы было на Мальте привычным, поэтому с 1827 по 1913 год для Мальты чеканились монеты в ⅓ фартинга (1/12 пенни), равные одному грано. В октябре 1855 года фунт стерлингов был объявлен единственным законным платёжным средством на Мальте, однако в обращении продолжали использовать золотые и серебряные монеты Ордена. Их использование прекратилось только к ноябрю 1886 года. Одной из причин этого стало обращение на Мальте сицилийских долларов, препятствовавших обращению фунтов. В 1886 году они были официально выведены из обращения итальянским правительством.